# São Gabriel da Cachoeira (ort)
São Gabriel da Cachoeira är en ort i delstaten Amazonas i nordvästra Brasilien. Den är huvudort i en kommun med samma namn och folkmängden uppgick till cirka 18 000 invånare vid folkräkningen 2010. Orten är belägen längs floden Rio Negro, och det ligger en flygplats cirka en mil österut.